# Enghave Brygge (métro de Copenhague)
Enghave Brygge est une station de la ligne 4 du métro de Copenhague située sur la commune de Copenhague.

## Situation
Enghave Brygge est desservie par la ligne 4 du métro de Copenhague. Cette station souterraine se trouve entre Havneholmen et Sluseholmen.

## Histoire
La station Enghave Brygge a ouvert au public le 22 juin 2024 à l'occasion de la mise en service du prolongement sud de la ligne 4 du métro de Copenhague.

## Services aux voyageurs

### Accès
La station dispose de deux accès. L'espace dédié à l'achat des billets et autres services se trouve en sous-sol et est accessible par des escaliers extérieurs depuis la rue. Des escaliers mécaniques permettent de descendre vers le quai.
Un ascenseur dessert l'ensemble des niveaux de la station depuis la rue.

### Quais
La station dispose d'un quai central séparé des voies par des portes palières à ouverture automatique.
Comme les autres stations du prolongement sud de la ligne 4 mis en service en 2024, l'aménagement et le design de la station ont été réalisés en collaboration avec un artiste..

Pour la station Enghave Brygge, l'artiste danoise Pernille With Madsen a intégré en plusieurs endroits de la station des œuvres mêlant lumière, reliefs abstraits et ornements en béton. Ces éléments combinent haute technologie, archéologie et géologie, jouant sur le contraste entre passé et futur, à mi-chemin entre découverte archéologique et objet de science-fiction.

Œuvre d'art dans la station Enghave Brygge
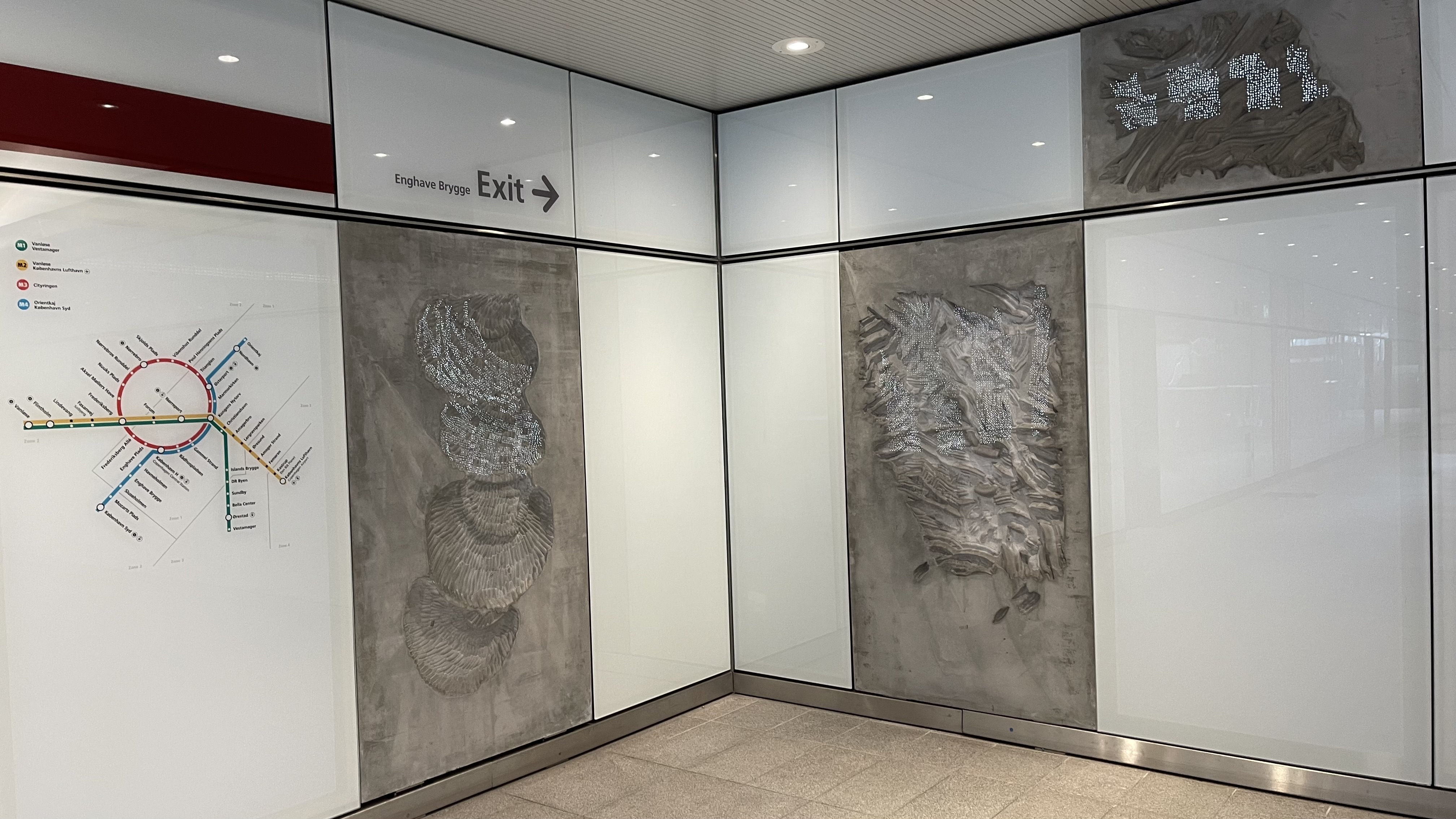
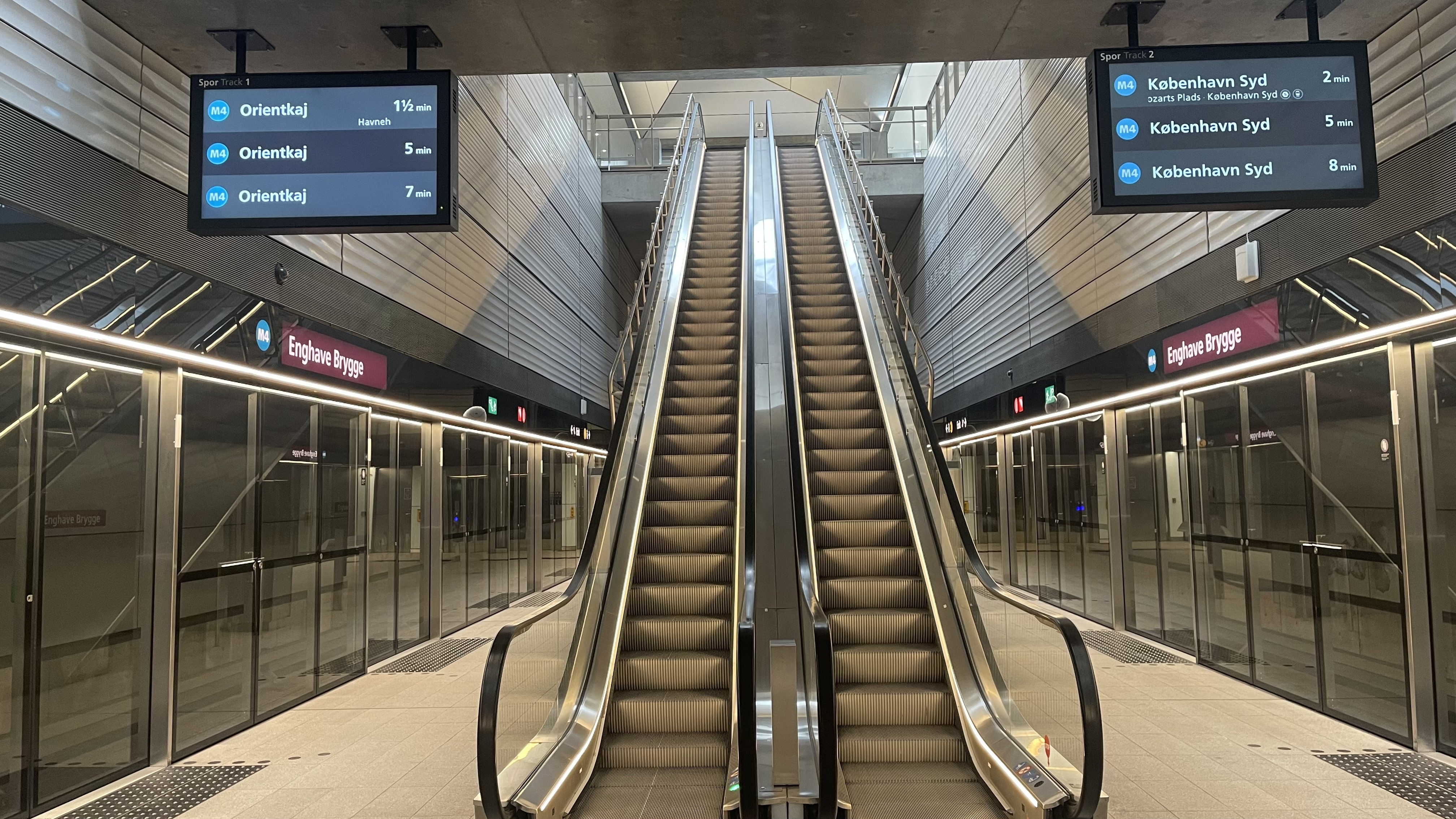

## À proximité
- Quartier de Sydhavn